# 9385 Avignon
9385 Avignon eller 1993 TJ30 är en asteroid i huvudbältet som upptäcktes den 9 oktober 1993 av den belgiske astronomen Eric W. Elst vid La Silla-observatoriet. Den är uppkallad efter den franska staden Avignon.
Asteroiden har en diameter på ungefär 13 kilometer.